# Anochthiphila paramonovi
Anochthiphila paramonovi är en tvåvingeart som beskrevs av Tanasijtshuk 1996. Anochthiphila paramonovi ingår i släktet Anochthiphila och familjen markflugor.
Artens utbredningsområde är New South Wales. Inga underarter finns listade i Catalogue of Life.